# Dâmbroca
Dâmbroca – wieś w Rumunii, w okręgu Buzău, w gminie Săgeata. W 2011 roku liczyła 1225 mieszkańców. 